# ARC Weekly Top 40
El ARC Weekly Top 40 es un gran conteo de los 40 sencillos más populares en las estaciones de radio en los Estados Unidos. Esta lista fue creada y mide las canciones más populares en la radio. La lista enumera las canciones más populares en el ranking de número uno hasta el número cuarenta.
El ARC Weekly Top 40 no tiene relación con la principal lista de Estados Unidos, Billboard Hot 100. Dado que el gráfico se basa en la música comercial, las canciones que suelen alcanzar el número uno en el Top 40 semanal en ARC no necesariamente llegan a la cima del Hot 100. La lista es en realidad más parecida al Billboard Pop 100, Pop 100 Airplay y Mainstream Top 40. Las posiciones semanales se asignan los sábados y se hacen públicas la noche del miércoles anterior.
La primera canción en alcanzar el número uno en la ARC Weekly Top 40 fue "Escape (The Pina Colada Song)" de Rupert Holmes, el 5 de enero de 1980. Las posiciones están archivadas en la página de Rock On the Net (www.rockonthenet.com)

## Artistas con más No. 1

### Artistas Femeninas
- Madonna (23)[1][2]
- Mariah Carey (19)[3][4]
- Janet Jackson (18)[5][6]
- Whitney Houston (14)[7][8]
- Rihanna (12)[9][10][11]
- Katy Perry (9)[12][13]
- Christina Aguilera (8)[14][15][16][17][18]
- Pink (8)
- Lady Gaga (7)
- Beyonce (7)
- Jennifer Lopez (7)
- Britney Spears (6)
- Avril Lavigne (5)
- Alanis Morissette (5)
- Cyndi Lauper (4)
- Alicia Keys (4)
- Adele (3)
- Kesha (3)
- Mary J. Blige (2)
- Jessica Simpson (2)[19][20]
- Jojo (2)

### Artistas Masculinos
- Michael Jackson (16)
- Prince (11)
- Justin Timberlake (7)
- Daryl Hall & John Oates (6)[21]
- Maroon 5 (5)
- Chris Brown (4)
- Usher (4)
- Diddy (3)
- Kanye West (3)
- Jay-Z (3)
- Backstreet Boys (2)

## Artistas con más Top Ten

### Artistas Femeninas
- Madonna (46)
- Mariah Carey (32)
- Janet Jackson (31)
- Rihanna (27)
- Whitney Houston (26)
- Britney Spears (19)
- Pink (18)
- Christina Aguilera (16)
- Katy Perry (15)
- Beyonce (15)
- Jennifer Lopez (12)
- Mary J. Blige (11)
- Lady Gaga (11)
- Taylor Swift (10)
- Avril Lavigne (10)
- Alicia Keys (9)
- Alanis Morissette (9)
- Cyndi Lauper (9)
- Kesha (8)
- Jessica Simpson (6)
- Shakira (6)
- Miley Cyrus (5)
- Selena Gomez (4)
- Adele (4)
- Jojo (3)
- Mandy Moore (2)
- Kelly Rowland (2)

### Artistas Masculinos
- Michael Jackson (29)
- Prince (22)
- Usher (19)
- Justin Timberlake (17)
- Backstreet Boys (14)
- Daryl Hall & John Oates (11)[21]
- Jay-Z (10)
- Maroon 5 (10)
- Chris Brown (10)
- Kanye West (10)
- Diddy (9)
- Justin Bieber (3)